# ケイラ・バンワース
ケイラ・バンワース（Kayla Banwarth、女性、1989年1月21日 - ）は、アメリカ合衆国の元バレーボール選手、現指導者。元アメリカ代表。

## 来歴
2013年、アメリカ代表に初選出される。同年のFIVBワールドグランプリではリベロとして活躍、同年9月の北中米選手権では金メダルを獲得、同年11月のワールドグランドチャンピオンズカップで銀メダルを獲得した。
2013-14シーズンよりアゼルバイジャンリーグの強豪ラビタ・バクーに移籍した。
2014年10月にイタリアで開催された世界選手権では正リベロとして活躍し、金メダル獲得に貢献した。
2016年8月に行われたリオデジャネイロ・オリンピックで銅メダルを獲得したのを最後に現役引退。
出身校であるネブラスカ大学リンカーン校でのコーチを経て、2020年にミシシッピ大学の監督に就任。2022年まで務めた。

## 所属クラブ
選手
- ネブラスカ大学 (2006-2010年）
- SVS Post Schwechat (2011-2012年）
- ドレスナーSC  (2012-2013年)
- ラビタ・バクー (2013-2014年）

指導者
- ペパーダイン大学（2015-2016年）
- ネブラスカ大学リンカーン校（2016-2020年）
- ミシシッピ大学（2020-2022年）
- アスリーツ・アンリミテッド・バレーボール（2023-）